# George Ikenne
George Ikenne (sinh 29 tháng 10 năm 1991 ở Calabar) là một cầu thủ bóng đá Nigeria hiện tại thi đấu cho Budapest Honvéd FC.

## Thống kê câu lạc bộ
| Câu lạc bộ          | Mùa | Giải vô địch | Giải vô địch | Cúp  | Cúp | Cúp Liên đoàn | Cúp Liên đoàn | Châu Âu | Châu Âu | Tổng | Tổng |
| Câu lạc bộ          | Mùa | Trận         | Bàn          | Trận | Bàn | Trận          | Bàn           | Trận    | Bàn     | Trận | Bàn  |
| ------------------- | --- | ------------ | ------------ | ---- | --- | ------------- | ------------- | ------- | ------- | ---- | ---- |
| Honvéd              |     |              |              |      |     |               |               |         |         |      |      |
| 2012–13             | 14  | 0            | 3            | 0    | 4   | 0             | –             | –       | 21      | 0    |      |
| 2013–14             | 22  | 0            | 2            | 0    | 3   | 1             | 3             | 0       | 30      | 1    |      |
| 2014–15             | 26  | 0            | 2            | 0    | 6   | 0             | –             | –       | 34      | 0    |      |
| 2015–16             | 11  | 0            | 2            | 0    | –   | –             | –             | –       | 13      | 0    |      |
| 2016–17             | 21  | 0            | 3            | 0    | –   | –             | –             | –       | 24      | 0    |      |
| 2017–18             | 1   | 0            | 0            | 0    | –   | –             | 1             | 0       | 2       | 0    |      |
| Tổng                | 95  | 0            | 12           | 0    | 13  | 1             | 3             | 0       | 123     | 1    |      |
| Tổng cộng sự nghiệp |     | 95           | 0            | 12   | 0   | 13            | 1             | 3       | 0       | 123  | 1    |

Cập nhật theo các trận đấu đã diễn ra tính đến ngày 12 tháng 8 năm 2017.